# Division I i ishockey 1961/1962
Division I i ishockey 1961/1962 var den artonde säsongen med division I som högsta serie inom ishockeyn i Sverige. Serien bestod av sexton lag indelade i två grupper som båda spelades som dubbelserier om fjorton omgångar. Det betydde att alla lag möttes två gånger, en gång på hemmaplan och en gång på bortaplan. Nytt för säsongen var att fyra lag, mot tidigare två, från varje grupp gick vidare till mästerskapsserien för spel om titeln svenska mästare. Dessutom hade man förlängt säsongen för de lag som inte gick vidare med en kvalificeringsserie. Mästerskapsserien och kvalificeringsserien spelades som enkelserier, d.v.s. lagen mötte varandra en gång. De fyra sista lagen i kvalificeringsserien flyttades ner till Division II. Nyordningen blev en succé där de sammanlagda publiksiffrorna ökade från 434 467 åskådare föregående säsong till 596 798.
Södergruppen vanns av Djurgården för nionde gången i rad och återigen var man obesegrade, men Västerås lyckades tvinga till sig en oavgjord match. Under säsongen firade Djurgården dessutom 50 matcher i rad utan förlust – senaste förlusten var mot Södertälje i sista omgången av serien säsongen 1958/1959. Säsongens stora överraskning var dock nykomlingarna Västra Frölunda från Göteborg som placerade sig tvåa i södra gruppen. Frölunda hade dragit på sig en hel del kritik för att de värvade ihop sitt lag med spelare från andra klubbar. Många menade att det inte skulle fungera med vad de kallade en "främlingslegion", men kritikerna visade sig ha rejält fel och klubben kom som andra lag från södra gruppen till mästerskapsserien. Även Västerås och Södertälje kvalificerade sig.
Den norra gruppen blev jämnare. Inför sista omgången ledde Skellefteå på målskillnad före Solnalaget AIK, båda på 17 poäng, Wifsta/Östrand (från Timrå) hade 16 poäng och Leksand 15. I sista omgången besegrade Strömsbro (från Gävle) överraskande Skellefteå med 5–7, medan AIK kunde besegra bottenlaget Karlberg (från Stockholms innerstad). Därmed vann AIK överraskande serien. Wifsta/Östrand, Leksand och Skellefteå följde med till mästerskapsserien.

## Division I Norra
| Nr | Lag                | S  | V | O | F  | GM | IM | MS  | P  |
| -- | ------------------ | -- | - | - | -- | -- | -- | --- | -- |
| 1  | AIK                | 14 | 9 | 1 | 4  | 58 | 37 | +21 | 19 |
| 2  | Wifsta/Östrands IF | 14 | 9 | 0 | 5  | 51 | 35 | +16 | 18 |
| 3  | Leksands IF        | 14 | 8 | 1 | 5  | 64 | 38 | +26 | 17 |
| 4  | Skellefteå AIK     | 14 | 8 | 1 | 5  | 71 | 51 | +20 | 17 |
| 5  | Strömsbro IF       | 14 | 7 | 1 | 6  | 61 | 59 | +2  | 15 |
| 6  | Gävle GIK          | 14 | 7 | 1 | 6  | 53 | 58 | −5  | 15 |
| 7  | Morgårdshammars IF | 14 | 5 | 0 | 9  | 44 | 72 | −28 | 10 |
| 8  | Karlbergs BK       | 14 | 0 | 1 | 13 | 28 | 80 | −52 | 1  |

## Division I Södra
| Nr | Lag                | S  | V  | O | F  | GM | IM | MS  | P  |
| -- | ------------------ | -- | -- | - | -- | -- | -- | --- | -- |
| 1  | Djurgårdens IF     | 14 | 13 | 1 | 0  | 82 | 37 | +45 | 27 |
| 2  | Västra Frölunda IF | 14 | 9  | 1 | 4  | 93 | 39 | +54 | 19 |
| 3  | Västerås IK        | 14 | 9  | 1 | 4  | 72 | 49 | +23 | 19 |
| 4  | Södertälje SK      | 14 | 7  | 3 | 4  | 59 | 64 | −5  | 17 |
| 5  | IFK Bofors         | 14 | 6  | 0 | 8  | 42 | 61 | −19 | 12 |
| 6  | Brynäs IF          | 14 | 3  | 2 | 9  | 53 | 61 | −8  | 8  |
| 7  | Forshaga IF        | 14 | 3  | 1 | 10 | 36 | 83 | −47 | 7  |
| 8  | Tranås AIF         | 14 | 1  | 1 | 12 | 36 | 79 | −43 | 3  |

## Kvalificeringsserien
Gävlelaget Brynäs gick upp i serieledning i andra omgången och höll den sedan serien ut. Först i sista omgången när seriesegern redan var klar förlorade man en match. De fyra sista platserna togs av Karlberg, Forshaga, Strömsbro och Tranås som därmed flyttades ner till Division II.
| Nr | Lag                | S | V | O | F | GM | IM | MS  | P  |
| -- | ------------------ | - | - | - | - | -- | -- | --- | -- |
| 1  | Brynäs IF          | 7 | 6 | 0 | 1 | 52 | 21 | +31 | 12 |
| 2  | IFK Bofors         | 7 | 4 | 2 | 1 | 36 | 24 | +12 | 10 |
| 3  | Morgårdshammars IF | 7 | 4 | 1 | 2 | 38 | 30 | +8  | 9  |
| 4  | Gävle GIK          | 7 | 3 | 3 | 1 | 25 | 21 | +4  | 9  |
| 5  | Karlbergs BK       | 7 | 3 | 1 | 3 | 22 | 22 | 0   | 7  |
| 6  | Forshaga IF        | 7 | 2 | 1 | 4 | 33 | 41 | −8  | 5  |
| 7  | Strömsbro IF       | 7 | 2 | 1 | 4 | 25 | 34 | −9  | 5  |
| 8  | Tranås AIF         | 7 | 0 | 0 | 7 | 13 | 51 | −38 | 0  |

## Svenska mästerskapsserien
Mästerskapsserien inleddes med att Djurgården krossade norrgruppens segrare AIK med 13–5. I andra omgången var det Wifsta/Östrand som åkte på 13–2. I fjärde omgången var det bara Djurgården och Västra Frölunda som var utan poängförlust och så förblev det tills sista omgången då lagen möttes. DIF:s överlägsna målskillnad gjorde att de bara behövde oavgjort för att vinna SM-guld. DIF tog ledningen i första perioden och gick upp till 3–0 i andra perioden inför 17 000 åskådare på Johanneshovs isstadion då Frölunda började reducera. När tredje perioden började ledde göteborgarna med 4–3. Sven "Tumba" Johansson kunde dock med en av sina klassiska soloräder kvittera till 4–4 och räddade därmed Djurgårdens femte raka SM-guld. Västra Frölundas säsong blev dock den mest sensationella då de så sent som föregående säsong spelade i division II.
| Nr | Lag                | S | V | O | F | GM | IM | MS  | P  |
| -- | ------------------ | - | - | - | - | -- | -- | --- | -- |
| 1  | Djurgårdens IF     | 7 | 6 | 1 | 0 | 54 | 20 | +34 | 13 |
| 2  | Västra Frölunda IF | 7 | 6 | 1 | 0 | 33 | 21 | +12 | 13 |
| 3  | Västerås IK        | 7 | 3 | 2 | 2 | 24 | 26 | −2  | 8  |
| 4  | Skellefteå AIK     | 7 | 3 | 1 | 3 | 39 | 31 | +8  | 7  |
| 5  | Leksands IF        | 7 | 3 | 0 | 4 | 27 | 28 | −1  | 6  |
| 6  | Södertälje SK      | 7 | 2 | 1 | 4 | 26 | 27 | −1  | 5  |
| 7  | AIK                | 7 | 1 | 1 | 5 | 19 | 42 | −23 | 3  |
| 8  | Wifsta/Östrands IF | 7 | 0 | 1 | 6 | 13 | 40 | −27 | 1  |